# Юрген Клаус Генніґ
Юрген Клаус Генніґ (нім. Jürgen Klaus Hennig, нар. 5 березня 1951, Штутгарт, Німеччина) — німецький хімік і медичний фізик. Одним з перших застосував магнітно-резонансну томографію (МРТ) для медичної діагностики. Є науковим директором відділу діагностичної радіології та керівником центру розробки і застосування магнітного резонансу (англ. Magnetic Resonance Development and Application Center, MRDAC) в університетській клініці Фрайбурга. У 2003 році професору Генніґу присуджено Премія Макса Планка в галузі біологічних наук та медицини.

## Наукова кар'єра
З 1969 по 1977 рік професор Генніґ вивчав хімію в університетах Штутгарта, Лондона, Мюнхена та Фрайбурга. З 1977 до 1981 рік працював науковим співробітником Інституту фізичної хімії при університеті Фрайбурга, де здобув кандидатську ступінь за роботу в області вимірювання кінетики внутрішньомолекулярного обміну за допомогою ядерного магнітного резонансу під науковим керівництвом Герберта Циммермана. Під час інавгураційної лекції свого керівніка Ганса-Генріха Лімбаха професор Генніґ почув про метод магнітно-резонансної томографії і про роботу Пола Лотербура, який став лауреатом Нобелівської премії у галузі медицини в 2003 році.
З 1982 до 1983 року професор Генніґ займався науковими дослідженнями в університеті Цюриху, де він досліджував хімічну індуковану динамічну поляризацію ядер. В 1982 році він розробив свою першу ЯМР імпульсну послідовність для вимірювання внутрішньомолекулярних обмінних процесів. Під час свого перебування в Цюріху професор Генніґ вирішив зосередити свою майбутню роботу на розвитку ЯМР методів.
В 1984 році професор Генніґ почав працювати у відділенні діагностичної радіології в медичному центрі університету Фрайбурга як науковий співробітник. Саме тут, співпрацюючи з компанією Брюкер (нім. Bruker Medizintechnik GmbH), він розробив новий метод турбо-спін-еха, який отримав назву RARE (англ. Rapid Acquisition with Refocused Echoes). В 1989 році він завершив свою роботу на здобуття професорського ступеня «Спеціальні методи візуалізації для ЯМР томографії» при медичному факультеті університету Фрайбурга.
У 1993 році професор Генніґ був призначений керівником групи МР томографії при відділенні діагностичної радіології в університетському медичному центрі Фрайбурга. В 1998 році став директором підрозділу томографії і функціональної медичної фізики відділу радіології. В 2001 році професор Генніґ став науковим директором відділу радіології. У тому ж році він заснував центр розробки і застосування магнітного резонансу в університетському медичному центрі Фрайбурга.
Дослідницька група, яку професор Генніґ заснував і очолює з 1984 року, займається дослідженнями і розробками в галузі МРТ і налічує близько 80 співробітників з усіх куточків світу станом на кінець 2012 року.
Протягом 1999 року професор Генніґ був президентом міжнародного товариства магнітного резонансу в медицині (англ. International Society for Magnetic Resonance in Medicine, ISMRM). З 2011 року професор Генніґ є членом Німецької академії наук Леопольдина.

### Наукові роботи
Професор Генніґ є автором численних фундаментальних науково-дослідних робіт з розробки і вдосконалення МРТ.
На основі імпульсної послідовності Кара-Парсела-Мейбума-Гілла (англ. CPMG multi-echo pulse sequence), в 1984 році він розробив свій відомий метод турбо-спін-еха (англ. Rapid Acquisition with Relaxation Enhancement, RARE). Завдяки його роботі вдалось значно скоротити час реєстрації МР сигналу, що стало важливим кроком для початку використання ЯМР в медичній діагностиці. Крім того, метод турбо-спін-еха дав можливість отримати Т2-зважені медичні зображення. Метод турбо-спін-еха був вперше опублікований в 1984 році в німецькому журналі «Радіолог» (нім. Der Radiologe). Під час подачі цієї статті на розгляд в міжнародний журнал, її відхилили з коментарем що цей метод вже випробуваний і показано що він не працюватиме. Перша міжнародна публікація з'явилась в 1986 році. На сьогодні ментод турбо-спін-еха є одним з стандартних методів, які використовують в клінічній МРТ.
В 2001 році професор Генніґ опублікував роботи про метод заснований на так званих гіпер-ехо-сигналах (англ. Hyperecho method). Завдяки цьому методу питома швидкість поглинання РЧ енергії може бути значно знижена без погіршення якості зображень, що є дуже важливим при використанні МРТ для клінічної діагностики в високих магнітних полях.
В своїй статті 2008 року професор Генніґ опублікував концепцію МРТ з застосуванням нелінійного магнітного поля, що дозволяє збільшити роздільну здатність зображень.

## Співробітництво з Азією
У 1985 році професор Генніґ здійснив подорож до міста Гуанчжоу в Китаї для того, де було встановлено один з перших МР-томографів в Китаї. Таким чином, перше МР зображення в Китаї було отримане професором Генніґом 25 грудня 1985 року після значних зусиль докладених до запуску приладу.
Професор Генніґ з 1993 року є президентом і одним із засновників Європейсько-Китайського товариства магнітного резонансу. Він також є почесним членом Китайського радіологічного товариства. Професор Генніґ отримав нагороду Ейнштейна Китайської академії наук у 2011 році. У 2010 році він отримав медаль Цунг Мінг Ту, яка є найвищою науковою нагородою Тайваню.
З 2004 року професор Генніґ є членом академії наук Татарстану, РФ. Крім того, він і далі співпрацює в галузі науки з Гонконгом, Південною Кореєю та Сингапуром.

## Нагороди
- 1992: Європейська нагорода з Магнітного Резонансу (англ.European Magnetic Resonance Award)[11]
- 1993: Нагорода з ядерно-магнітної томографії (нім. Kernspintomographie-Preis)
- 1994: Золота медаль товариства магнітного резонансу (Gold Medal Award of the Society of Magnetic Resonance)[12]
- 2003: Дослідницька нагорода Макса Планка в категорії біологічних наук і медицини (англ. Max Planck Research Award in the category Biosciences/Medicine)
- 2006: Медаль Альберс-Шенберга Німецького радіологічного товариства (англ. Albers Schönberg Medal from the 'Deutsche Röntgengesellschaft' (German Radiology Society))
- 2010: Нагорода Цунг Мінг Ту національної наукової комісії Тайваню (Tsung Ming Tu Award from the National Science Council, Taiwan)

## Цитати
У мене не було відчуття «винахідливості», я просто застосовував свої знання про фізику спінів, які я здобув під час роботи в області фізичної хімії, до нагальних задач.— Юрген Генніґ,  з «Як метод RARE прийшов в Китай» про розробку методу RARE
Світ (і світ МР, зокрема) сповнений «неможливих» речей, які стали реальністю.— Юрген Генніґ,  з „"МР при надвисоких магнітних полях: корисні інструменти або іграшки для хлопчиків?“